# Luis Manuel Urbaneja
Luis Manuel Urbaneja Achelpohl (Caracas, Venezuela, 25 de febrero de 1873-5 de septiembre de 1937) fue un escritor y periodista venezolano. Es considerado como el iniciador del cuento moderno venezolano. La incorporación del realismo y las formas naturalistas de la ficción le permitieron a Urbaneja Achelpohl definir y sentar las bases del criollismo.

## Biografía
Es hijo del general Luis María Urbaneja e Isabel Achelpohl. Realizó sus estudios en el colegio Santa María en el cual ingresó en 1888. Allí fue discípulo del licenciado Agustín Aveledo. Al finalizar su bachillerato, ingresó a la Universidad Central de Venezuela en 1890 para cursar sus estudios de derecho, los cuales no concluyó. 
Figuró junto a Pedro Emilio Coll y Pedro César Dominici como los fundadores de la revista Cosmópolis (1894-1895), cuyo primer número circuló el primero de mayo de 1894; esta publicación fue uno de los voceros del movimiento modernista en Venezuela, en ella Urbaneja Achelpohl publicó sus primeros textos. 
En 1896, recibió el primer premio del concurso de cuentos de la revista El Cojo Ilustrado por la narración titulada «Flor de la selva». Urbaneja fue colaborador constante de esta revista y entre los años 1896 y 1898 publicó varios de sus relatos más significativos.
Luego del fraude electoral cometido contra el general José Manuel Hernández, el Mocho, en el año 1897, participó en el alzamiento de los militares nacionalistas que tuvo lugar durante el año 1898. Entre 1900 y 1905, ejerció el cargo de fiscal de instrucción pública en la ciudad de Valencia y, en Caracas, trabajó en la Secretaría de la Corte Federal y de Casación desde 1905 hasta 1910. 
Luis Manuel Urbaneja Achelpohl también fue codirector entre 1910 y 1911, junto a Alejandro Fernández García, de la revista Alma Venezolana. En 1916, obtuvo en Buenos Aires el primer premio en el Concurso de Novelas Americanas, gracias a la más representativa de sus obras, En este país...
Este fue el primer galardón internacional obtenido por un escritor venezolano; pero, aunque el libro fue impreso, no llegó a circular debido al gran número de errores que contenía el volumen, de tal manera que siempre se ha considerado a la impresa en 1920 como la primera de esta obra. 
En 1922, apareció su principal creación como cuentista: «Ovejón», este relato lo publicó por primera vez José Rafael Pocaterra en La Novela Semanal, una serie que se editaba en Caracas. Con el ensayo El Gaucho y el Llanero (1926) gana un concurso literario y es premiado con la publicación por la revista Elite de mil ejemplares. El ensayo compara la idiosincrasia y medio político, social y económico de dos emblemáticos caracteres latinoamericanos de considerable protagonismo histórico hasta la época. En 1927, publicó el novelín El Tuerto Miguel. Durante la dictadura de Juan Vicente Gómez, Urbaneja Achelpohl, vivió al margen de la política. En 1935, cuando Gómez murió, Urbaneja Achelpohl fue nombrado director de la Escuela de Arte Escénico y de la Biblioteca Nacional. En 1937, apareció su segunda novela, titulada La casa de las cuatro pencas.
Después de su muerte, su viuda se convirtió en una celosa conservadora de su memoria, a ella se debe la primera recopilación orgánica de sus escritos: El Criollismo en Venezuela que se publicó en 1945. Con el tiempo, sus papeles fueron obsequiados por su familia al Centro de Estudios Literarios de la Universidad Central de Venezuela, esta entidad tuvo especial participación en la publicación de sus obras completas en 1973.

## Obras
- 1896: «Flor de la selva» (recibió el premio del concurso de cuentos de la revista El Cojo Ilustrado)
- 1909: Los abuelos. La bruja. Nubes de verano (cuentos)
- 1916: En este país (recibió el premio del concurso de novelas americanas)[4]
- 1922: Memento Homo. Ovejón (cuentos)
- 1927: El Tuerto Miguel (relato)
- 1937: La casa de las cuatro pencas (novela)
- 1945: El Criollismo en Venezuela (recopilación de escritos)